# 콜비잭
콜비잭(영어: Colby-Jack)은 콜비 치즈와 몬터레이 잭을 혼합하여 만드는 미국의 치즈이다. 질감은 세미 하드로 분류되며 2주 간의 숙성 과정을 거친다. 콜비 치즈의 탄생지인 위스콘신주에서 처음 개발되었으며 위스콘신주와 몬터레이 잭의 탄생 지역인 캘리포니아주에서 주로 생산된다.